# Renzo Nanni
Renzo Nanni (Livorno, 4 marzo 1921 – Aprilia, 1º aprile 2004) è stato un poeta e scrittore italiano.
Nanni è stato inserito da Giuliano Manacorda nella sua Storia della letteratura italiana. Hanno recensito le sue opere, fra gli altri, Franco Manescalchi, Walter Siti e Alberto Frattini.

## Biografia
Figlio di Alberto Nanni e di Tina Milazzo, si trasferisce ancora bambino da Livorno a Padova, dove conosce Fernando De Marzi. Nel 1939 si trasferisce poi a Roma, diventando amico di 
Vincenzo Ibba e Italo Borzi. Arruolato,  partecipa alla campagna di Russia, della quale è uno dei pochi superstiti. 
Dopo aver partecipato alla resistenza romana nelle file del Partito d'Azione, si laurea in lettere. Nel nuovo ambiente culturale romano del dopoguerra, stringe amicizia con Elio Filippo Accrocca, Ugo Reale e Giuliano Manacorda.
Assieme al suo impegno politico nel PCI, si accentua il suo interesse per la poesia e per gli studi letterari: nel 1950 è 1° segnalato al Premio Chianciano, l'anno dopo è segnalato per l'Italia al Festival Mondiale della Gioventù a Berlino. In questi anni collabora a Rinascita, L'Unità, Mondo operaio, Lavoro Nuovo, Paese sera. Nel 1952 esce il suo primo volume di poesie, L'avvenire non è la guerra, stampato in 300 copie con disegni di Renato Guttuso. Il volume è inserito nella rosa dei finalisti al Viareggio di quell'anno. Con questa opera, afferma Giuliano Manacorda,
(Storia della letteratura italiana contemporanea )
Nanni pubblicherà il suo secondo libro di poesie solo venticinque anni dopo, nel 1977 nella raccolta Terra da amare, nel frattempo insegna italiano e storia negli istituti tecnici.
A pochi anni di distanza l'uno dall'altro escono Braccia limitative e il mondo (1979), Minuscoli su pagina bianca, poemetto nel quale riprende, a quarant'anni di distanza, il tema della ritirata di Russia (1982), Fasi di luna (1989), Fuoripista (1996), Una vita quasi un secolo (2003). Dopo la morte, vengono pubblicate le sue poesie giovanili scritte nel 1943 col titolo Questo me stesso. Nello stesso anno esce, a cura de “La vigna dei poeti”, il volume Omaggio a Renzo Nanni.

## Opere

### Poesia
- L'avvenire non è la guerra, ed. Il Canzoniere, Roma, 1952
- Terra da amare, Vallecchi, Firenze, 1977
- Braccia limitative e il mondo, Fermenti, Roma, 1979
- Minuscoli su pagina bianca, Forum/Quinta generazione, Forlì, 1982
- Fasi di luna, Lacaita, Manduria, 1989
- Fuoripista, Caramanica, Marina di Minturno, 1996
- Una vita quasi un secolo, Caramanica, Marina di Minturno, 2003
- Questo me stesso, Caramanica, Marina di Minturno, 2005